# المسرح الوطني الصومالي
المسرح الوطني الصومالي (بالصومالية: Masraxa Qaranka somaaliya)‏. هو مشرح تم افتتاحه في عام 1967، وتم إغلاق المسرح بعد اندلاع الحرب الأهلية في الصومال في أوائل التسعينيات. في عام 2013، وقعت الحكومتان الصومالية والصينية اتفاقية تعاون رسمية كجزء من خطة إنعاش وطنية مدتها خمس سنوات في الصومال مفادها قيام السلطات الصينية بإعادة بناء العديد من معالم البنية التحتية الرئيسية في مقديشو وأماكن أخرى، بما في ذلك المسرح الوطني.

## التاريخ
تم بناء مبنى المسرح الوطني الصومالي من قبل المهندسين الصينيين كهدية من ماو تسي تونغ في الستينيات. تم الانتهاء من المبنى وافتتاحه عام 1967. بعد وصول سياد بري إلى السلطة، أصبح المسرح الوطني مؤسسة مهمة ضمن الرؤية الاشتراكية لصومال جديد. ادعى  سياد بري أنه يريد التغلب على المجتمع العشائري في الصومال. لذلك، عمل الناس من جميع العشائر المختلفة في المسرح الوطني وطوّروا جمالياته الفريدة. لم يكن للمسرح الوطني فرقة واحدة، لكن عدة فرق كانت تعمل وتؤدي هناك. في تقليد المسرح الصومالي، ترتبط الموسيقى والتمثيل المسرحي ارتباطًا وثيقًا، لذلك يُشار إلى شركات المسرح عادةً باسم "الفرق الموسيقية". وأشهرها فرقة الوابري التي نشأت من دمج فرقة راديو مقديشو وفرقة الجنرال داود التابعة للقوات العسكرية وسميت على اسم داود عبد الله حرسي. وضمت وابري فنانين مشهورين مثل علي فيروز وعبد الله قرشي وماغول ومريم مرسل و حسن شيخ مؤمن وعبدي علي (باكلوان). عندما اندلعت الحرب الأهلية في الصومال في يوليو 1991، كان المسرح الوطني من بين المباني الأولى التي تم تدميرها. في الأشهر الأولى من الحرب، كان هناك عرض في المبنى المدمر كان يسمى "لقد دمرت السقف، لذا لا تنظر إلى الأعلى".في وقت لاحق خلال الحرب، لم يعمل المسرح على الإطلاق. استخدمت الأنقاض فيما بعد كمخزون للأسلحة وكمرحاض عام غير رسمي.

## وصلات خارجية
- صفحة المسرح الوطني الصومالي علي فيس بوك